# Marjan Berk
Pour les articles homonymes, voir Berk.
Marjan Berk, née Marie-Janne van Baaren le 11 juillet 1932 à Zeist à côté d’Utrecht, est une écrivaine, femme de lettres, actrice et chanteuse néerlandaise.

## Filmographie

### Téléfilms
- 1993-1995 : Vrouwenveugel Mère de Piep

## Discographie

### Comédie musicale
- 1969 : De Kleine parade : Mademoiselle Monique